# Tooele
Tooele ist eine Stadt und Verwaltungssitz des Tooele County im US-Bundesstaat Utah. Das U.S. Census Bureau hat bei der Volkszählung 2020 eine Einwohnerzahl von 35.742 ermittelt.

## Geographie
Die Stadt Tooele bedeckt eine Fläche von 54,8 km² (21,2 mi²), davon sind 0,1 km² Wasserflächen.
Sie liegt am westlichen Hang des Oquirrh-Gebirge im Tooele Valley. Viele Campingplätze
umrunden die Stadt. In der Nähe liegt auch das Tooele Army Depot für die Lagerung chemischer Waffen der USA.

## Demographie
Am 1. Juli 2004 lebten in Tooele (Stadt) 27.903 Menschen.

### Altersstruktur
| Bevölkerung | Jahre   | Anteil  |
| ----------- | ------- | ------- |
| unter       | 18      | 34,10 % |
| von         | 18 – 24 | 11,00 % |
| von         | 25 – 44 | 30,70 % |
| von         | 45 – 64 | 15,70 % |
| über        | 65      | 8,50 %  |

- Das durchschnittliche Alter beträgt 28 Jahre